# Miasta w Korei Północnej
Według danych oficjalnych pochodzących z 2008 roku Korea Północna posiadała ponad 25 miast o ludności przekraczającej 80 tys. mieszkańców. Stolica kraju Pjongjang jako jedyne miasto liczyło ponad 1 milion mieszkańców; 2 miasta z ludnością 500÷1000 tys.; 20 miast z ludnością 100÷500 tys. oraz reszta miast poniżej 100 tys. mieszkańców.

## Największe miasta w Korei Północnej
Największe miasta w Korei Północnej według liczebności mieszkańców (stan na 01.10.2008):
| L.p. | Miasto                          | Prowincja           | Liczba ludności |
| ---- | ------------------------------- | ------------------- | --------------- |
| 1.   | Pjongjang (평양, 平壤)          | Pjongjang Chikhalsi | 2 581 076       |
| 2.   | Hamhŭng-si (함흥시, 咸興市)     | Hamgyŏng Południowy | 703 610         |
| 3.   | Ch’ŏngjin-si (청진시, 淸津市)   | Hamgyŏng Północny   | 614 892         |
| 4.   | Sinŭiju (신의주, 新義州市)      | P’yŏngan Północny   | 334 031         |
| 5.   | Wŏnsan-si (원산시, 元山市)      | Kangwŏn             | 328 467         |
| 6.   | Nampo-si (만포시, 滿浦市)       | P’yŏngan Południowy | 310 531         |
| 7.   | Sariwŏn-si (사리원시, 沙里院市) | Hwanghae Północne   | 271 434         |
| 8.   | Kaech’ŏn-si (개천시, 价川市)    | P’yŏngan Południowy | 262 389         |
| 9.   | Kanggye-si (강계시, 江界市)     | Chagang             | 251 971         |
| 10.  | Sunch’ŏn-si (순천시, 順天市)    | P’yŏngan Południowy | 250 738         |

## Alfabetyczna lista miast w Korei Północnej
(w nawiasie nazwa oryginalna w języku koreańskim oraz hancha, czcionką pogrubioną wydzielono miasta powyżej 1 mln)
- Anju-si (안주시, 安州市)
- Ch’ŏngjin-si (청진시, 淸津市)
- Chŏngju-si (정주시, 定州市)
- Haeju-si (해주시, 海州市)
- Hamhŭng-si (함흥시, 咸興市)
- Hoeryŏng-si (회령시, 會寧市)
- Hŭich’ŏn-si (희천시, 熙川市)
- Hyesan-si (혜산시, 惠山市)
- Kaech’ŏn-si (개천시, 价川市)
- Kaesŏng (개성시, 開城市)
- Kanggye-si (강계시, 江界市)
- Kimch’aek-si (김책시, 金策市)
- Kusŏng-si (구성시, 龜城市)
- Manp’o-si (만포시, 滿浦市)
- Munch’ŏn-si (문천시, 文川市)
- Nampo-si (만포시, 滿浦市)
- Pjongjang (평양, 平壤)
- P’yŏngsŏng-si (평성시, 平城市)
- Rasŏn-si (라진시, 羅津市)
- Sariwŏn-si (사리원시, 沙里院市)
- Sinp’o-si (신포시, 新浦市)
- Sinŭiju (신의주, 新義州市)
- Songnim-si (송림시, 松林市)
- Sunch’ŏn-si (순천시, 順天市)
- Tanch’ŏn-si (단천시, 端川市)
- Tŏkch’ŏn-si (덕천시, 德川市)
- Wŏnsan-si (원산시, 元山市)